# Lecco Calcio 1993-1994
Questa pagina raccoglie le informazioni riguardanti il Lecco Calcio nelle competizioni ufficiali della stagione 1993-1994.

## Stagione
Nella stagione 1993-1994 il Lecco ha disputato il girone A del campionato di Serie C2, ottenendo il decimo posto in classifica con 43 punti. Il torneo è stato vinto con 65 punti dal Crevalcore davanti all'Ospitaletto con 60 punti, entrambe promosse in Serie C1. Da questa stagione, in via sperimentale che non sarà più modificata, la vittoria non viene più corrisposta dai classici 2 punti, ma da 3 punti. A Lecco ritorna dopo molte stagioni come allenatore Antonio Pasinato, aveva lasciato la squadra celesteblù nel 1974-1975, allora alle prime esperienze come tecnico, prima ancora, negli anni sessanta era stato un arcigno difensore dei lariani. Al termine del girone di andata il Lecco con 29 punti resta in scia a quattro punti dal leader Ospitaletto. Il girone di ritorno porta meno soddisfazioni, con i soli 14 punti raccolti fa peggio di tutti. Miglior marcatore stagionale con 12 reti, delle quali 8 in campionato, è stato Franco Turrini. Nella società si insedia il general manager Luciano Passirani, mentre alla presidenza Paride Cariboni prende le redini del comando, al posto del figlio Lorenzo, che lascia per motivi personali. Nella Coppa Italia il Lecco vince agevolmente il girone B di qualificazione, nei sedicesimi supera il Leffe, negli ottavi lascia la Coppa, ancora per mano del Como, come la stagione scorsa.

## Rosa
| N. |                   | Ruolo | Calciatore              |
| -- | ----------------- | ----- | ----------------------- |
|    | Italia (bandiera) | A     | Alberto Bertolini       |
|    | Italia (bandiera) | P     | Nereo Bonato            |
|    | Italia (bandiera) | C     | Mauro Borghetti         |
|    | Italia (bandiera) | D     | Cristiano Giaretta      |
|    | Italia (bandiera) | A     | Mirco Gubellini         |
|    | Italia (bandiera) | C     | Aurelio Marchetti       |
|    | Italia (bandiera) | D     | Lorenzo Marconi         |
|    | Italia (bandiera) | A     | Davide Menegola         |
|    | Italia (bandiera) | P     | Massimiliano Micheletti |

| N. |                   | Ruolo | Calciatore             |
| -- | ----------------- | ----- | ---------------------- |
|    | Italia (bandiera) | C     | Giancorrado Montoneri  |
|    | Italia (bandiera) | D     | Roberto Motterlini     |
|    | Italia (bandiera) | D     | Luigino Pasciullo      |
|    | Italia (bandiera) | D     | Cristiano Pavone       |
|    | Italia (bandiera) | C     | Stefano Perin          |
|    | Italia (bandiera) | D     | Guido Ponti            |
|    | Italia (bandiera) | C     | Carlo Rossi            |
|    | Italia (bandiera) | A     | Adriano Alex Taribello |
|    | Italia (bandiera) | A     | Franco Turrini         |

## Risultati

### Campionato

#### Girone di andata
| Lecco 12 settembre 1993 1ª giornata | Lecco                  | 0 – 0 | Trento | Stadio Mario Rigamonti\| Arbitro: \| Perissinotto (Venezia) \| |
| Arbitro:                            | Perissinotto (Venezia) |       |        |                                                                |

| Arbitro: | Innocente (Udine) |

|  |           |             |
|  | Marcatori | 45’ Turrini |

| Arbitro: | Biasutto (Vicenza) |

|               |           |  |
| Taribello 41’ | Marcatori |  |

| Arbitro: | Alvino (Salerno) |

|              |           |                         |
| V. Conti 23’ | Marcatori | 44’ Gubellini 59’ Perin |

| Arbitro: | Bazzi (Modena) |

|                        |           |  |
| Regina 66’ Raineri 68’ | Marcatori |  |

| Arbitro: | Cardella (Torre del Greco) |

|            |           |                          |
| Turrini 9’ | Marcatori | 18’ Gespi 84’ Bersanetti |

| Arbitro: | Fausti (Milano) |

|  |           |                              |
|  | Marcatori | 76’ Turrini 86’ (rig.) Perin |

| Arbitro: | Strazzera (Trapani) |

|              |           |  |
| C. Rossi 64’ | Marcatori |  |

| Arbitro: | Sirotti (Forlì) |

|  |           |                  |
|  | Marcatori | 35’ (rig.) Perin |

| Arbitro: | Divino (Lido di Ostia) |

|  |           |                |
|  | Marcatori | 57’ Borgobello |

| Arbitro: | Casaluci (Lecce) |

|                               |           |             |
| Frattin 49’ (rig.) Comiti 92’ | Marcatori | 24’ Turrini |

| Arbitro: | Urbano (Carbonia) |

|               |           |               |
| Gubellini 30’ | Marcatori | 44’ Dall'Orso |

| Arbitro: | Bancale (Latina) |

|           |           |                            |
| Perin 29’ | Marcatori | 28’ Onorini 42’ G. Carbone |

| Arbitro: | Gambino (Barletta) |

|  |           |           |
|  | Marcatori | 60’ Ponti |

| Arbitro: | Esposito (Venezia) |

|             |           |  |
| Turrini 28’ | Marcatori |  |

| Arbitro: | Strocchia (Nola) |

|                                   |           |  |
| Calamita 17’ (rig.) Tirapelle 65’ | Marcatori |  |

| Arbitro: | Mandolito (Cosenza) |

|                            |           |  |
| Perin 23’ (rig.) Ponti 87’ | Marcatori |  |

#### Girone di ritorno
| Arbitro: | Anselmo (Asti) |

|               |           |  |
| Ferraguti 60’ | Marcatori |  |

| Arbitro: | Cito (Nichelino) |

|                                    |           |  |
| Turrini 5’ (rig.), 84’ (rig.), 87’ | Marcatori |  |

| Cento 20 febbraio 1994 20ª giornata | Centese           | 0 – 0 | Lecco | Stadio Loris Bulgarelli\| Arbitro: \| Malatesta (Terni) \| |
| Arbitro:                            | Malatesta (Terni) |       |       |                                                            |

| Arbitro: | Tullio (Avezzano) |

|               |           |  |
| Gubellini 81’ | Marcatori |  |

| Arbitro: | Alvino (Salerno) |

|  |           |              |
|  | Marcatori | 78’ Pittalis |

| Arbitro: | Ciambotti (Empoli) |

|                |           |  |
| Aldovrandi 14’ | Marcatori |  |

| Lecco 27 marzo 1994 24ª giornata | Lecco                   | 0 – 0 | Vogherese | Stadio Mario Rigamonti\| Arbitro: \| Pititto (Vibo Valentia) \| |
| Arbitro:                         | Pititto (Vibo Valentia) |       |           |                                                                 |

| Arbitro: | Pizzini (Verona) |

|                      |           |  |
| Menegatti 10’ (rig.) | Marcatori |  |

| Arbitro: | Cossero (Udine) |

|               |           |                             |
| Gubellini 88’ | Marcatori | 14’, 55’ M. Sala 39’ Pasino |

| Arbitro: | Mulonia (Reggio Calabria) |

|                             |           |                            |
| Borgobello 26’ Dissegna 54’ | Marcatori | 43’ C. Rossi 63’ Pasciullo |

| Arbitro: | Lion (Padova) |

|                  |           |                     |
| A. Marchetti 89’ | Marcatori | 86’ (rig.) Truddaiu |

| Arbitro: | Guiducci (Arezzo) |

|                         |           |  |
| Guatteo 8’ Vitalone 66’ | Marcatori |  |

| Arbitro: | Tripaldi (Potenza) |

|                                   |           |                     |
| G. Carbone 10’ (rig.), 46’ (rig.) | Marcatori | 56’ (rig.) C. Rossi |

| Lecco 29 maggio 1994 31ª giornata | Lecco           | 0 – 0 | Pavia | Stadio Mario Rigamonti\| Arbitro: \| Bianchi (Prato) \| |
| Arbitro:                          | Bianchi (Prato) |       |       |                                                         |

| Arbitro: | Mandolito (Cosenza) |

|                          |           |  |
| Faini 38’ M. Bertoni 61’ | Marcatori |  |

| Arbitro: | Castellani (Verona) |

|                         |           |             |
| Pasciullo 12’ Perin 47’ | Marcatori | 81’ Guidoni |

| Arbitro: | D'Errico (Frattamaggiore) |

|                                        |           |  |
| Mascheroni 35’ Prisciandaro 40’ (rig.) | Marcatori |  |

## Coppa Italia

### Girone B
| 22 agosto 1993 1ª giornata |  | – Turno di riposo Lecco |  |  |

| Arbitro: | Cito (Nichelino) |

|                                    |           |                     |
| Ponti 20’ Turrini 56’ Giaretta 90’ | Marcatori | 15’, 79’ M. Bertoni |

| Palazzolo sull'Oglio 29 agosto 1993 3ª giornata | Palazzolo          | 0 – 0 | Lecco | Stadio Comunale\| Arbitro: \| Preschern (Mestre) \| |
| Arbitro:                                        | Preschern (Mestre) |       |       |                                                     |

| Arbitro: | Ferrarini (Parma) |

|  |           |             |
|  | Marcatori | 64’ Turrini |

| Arbitro: | Cicogna (San Donà di Piave) |

|                                                 |           |             |
| Gubellini 27’ Turrini 35’, 59’ Perin 81’ (rig.) | Marcatori | 34’ Guerini |

### Sedicesimi di finale
| Arbitro: | Serena (Bassano del Grappa) |

|              |           |                   |
| Giaretta 81’ | Marcatori | 35’ (rig.) Chechi |

| Arbitro: | Baglioni (Prato) |

|                   |           |                         |
| Chechi 77’ (rig.) | Marcatori | 26’ Perin 28’ Taribello |

### Ottavi di finale
| Lecco 9 gennaio 1994 Andata | Lecco            | 0 – 0 | Como | Stadio Mario Rigamonti\| Arbitro: \| Nucini (Bergamo) \| |
| Arbitro:                    | Nucini (Bergamo) |       |      |                                                          |

| Arbitro: | Calvi (Milano) |

|                           |           |           |
| Mirabelli 2’ Zappella 12’ | Marcatori | 36’ Perin |